# Palmeiras Nordeste Futebol
Il Palmeiras Nordeste Futebol, meglio noto come Palmeiras Nordeste, era una società calcistica brasiliana con sede nella città di Feira de Santana, nello stato di Bahia.

## Storia
Il club è stato fondato il 22 agosto 2000 come Associação Atlética Independente. Il Palmeiras Nordeste ha vinto il Campeonato Baiano Segunda Divisão nel 2001. Dopo aver stretto una collaborazione con la Sociedade Esportiva Palmeiras di San Paolo nel 2002, il club cambiò nome in Palmeiras Nordeste Futebol. Il club ha partecipato al Campeonato Brasileiro Série C nel 2002, dove è stato eliminato alla prima fase. Il Palmeiras Nordeste fallì nel 2007, dopo che terminò la collaborazione con la Sociedade Esportiva Palmeiras.

## Palmarès

### Competizioni statali
- Campeonato Baiano Segunda Divisão: 1

2001